# Rudolf Steiner-skole
 Der er for få eller ingen kildehenvisninger i denne artikel, hvilket er et problem. Du kan hjælpe ved at angive troværdige kilder til de påstande, som fremføres i artiklen.

Rudolf Steiner-skoler (i Norge og Danmark; Waldorf-skoler i resten af verden) er en skole som bygger på østrigeren Rudolf Steiners uddannelsesfilosofi, som har sit udspring i antroposofien.
Skolerne lægger vægt på at uddanne HELE barnet (her menes at via at udøve en undervisningsform der både stimulerer højre og venstre hjernehalvdel fremmer hele menneskets kunnen og talenter. Dvs. at undervisningen sagt med moderne ord, understøtter det neurologiske) og på den måde fremmer kreativiteten sig også. Kunstneriske fag, organiske former og naturlige materialer spiller en stor rolle i undervisningen. Rette vinkler undgås gerne, da de ikke findes i naturen. Skolefagligt er eleverne på niveau med tilsvarende alderstrin i folkeskolen.
Rudolf Steiner-skolerne har en fælles læreplan, der blandt andet består af en række pædagogiske eksempler givet af Steiner.
Lige fra første klasse har eleverne tysk og engelsk. Mange Steinerskoler har orkestre med eleverne.
En Steiner-skole har ideelt 1.-12. klasse, og eleverne er efter 12. klasse  på niveau med studenter fra gymnasiet. Flere Steinerskoler har dog oprettet HF - klasser, som giver adgang til en række videregående uddannelser via kvote 2.
Skolerne er eksamensfri, men der gives fyldige udtalelser og vidnesbyrd. I 12. klasse arbejder eleverne med en årsopgave, som skal bestå af en skriftlig og en praktisk/kunstnerisk del. Emnet vælges af eleven i 11. klasse og kan være Kajakbygning, minimalisme, folkedragter, litografi, el-guitaren, SOS Børnebyerne, tango og italiensk mad mm.
Der er i Danmark 16 Steinerskoler (2015) og over 60 børnehaver. På verdensplan er der over 800 skoler, 1500 børnehaver og seminarier over hele verden. 
Rudolf Steiner var i starten af 1920’erne en af de få der blev fortaler for børns trivsel. Han startede en skole for fattige børne, hvis forældre arbejdede på en tobaksfabrik kaldet Walforf  (der af navnet)- forældrene havde ikke tid til at se efter deres børn og spurgte derfor den populære foredragsholder Rudolf Steiner om han ville lave en skole for dem, da tiden var en tid hvor man ønskede at give børn en bedre socialdannelse og arbejdsmæssig fremtid. De havde set hvordan Rudolf Steiner havde taget en handicappet dreng og via stimulering af hjernen og udgangspunkt i Steiners teorier blev drengen ganske normal.  
Rudolf Steiner taler om 3 måder at barnet opfatter verden på. 
1 fra 0-7 der er barnet i en tilstand der er drømmende. Barnet har fx ikke samme tidsfornemmelse som en voksen. Så omkring den alder hvor barnet taber sine tænder sker der igen noget.  
2: 7-14 er barnet i en tilstand der virker mere der hvor fantasien lever. Ca. Som 9 årig mærkes der en ændring i barnet og tid og leg forandres inde i barnet. Det kan give en ensomheds følelse hos barnet.  Som ca. 14 årig udvikles frontallapperne i hjernen.  
3: 14- og derefter voksenlivet. Ved udvikling af frontallapperne vågner teenageren op og kan nu se verden som den rigtigt er. Der sker mere en realistisk refleksion og autoriteter virker til at afstå deres ellers heltestatus. Fx: mor og far bliver dumme. Det er dog vigtigt at give barnet/ teenageren sunde forbilleder, da det er her der kan kortlægges en rettesnor for menneskets kommende moral og talenter. En Steiner lærer er derfor vigtigt at læren er et godt forbillede, samt at mor og far også er det.   

## Kritik
I Tyskland, Sverige, Norge og USA har Steinerskolerne i de senere år været udsat for en del debat. Debatten har bl.a. omfattet kritiske røster blandt forældre, der har stillet spørgsmål til temaer som pædagogikken, åbenhed og ledelsesformer samt i forhold til institutionernes religiøse baggrund i Rudolf Steiners antroposofi. Meget af kritikken er kommet til udtryk i dagspressen og på forskellige steinerkritiske hjemmesider. Kritikerne, der på engelsk kalder sig Waldorfcritics, spænder fra teologer og religionshistorikere til tidligere brugere, forældre og elever. I USA har der siden 1990erne eksisteret "Waldorfcritics.org", som er hjemmeside for organisationen "PLANS" (People For Legal And Nonsecterian Schools). Også i Danmark og Norge er oprettet hjemmesider, der er kritiske over for Steinerskolerne.